# Josef Rackl
Josef Rackl (* 6. September 1848 in Altmannstein; † 1915) war ein deutscher Germanist und Lehrer.

## Leben
Josef Rackl wurde am 6. September 1848 in Altmannstein als Sohn des Bäckermeisters Xaver Rackl geboren. Er studierte u. a. Literatur und Geschichte an der Ludwig-Maximilians-Universität München und promovierte 1898 an der Friedrich-Alexander-Universität Erlangen-Nürnberg über den venezianischen Seefahrer und Entdecker Alvise Cadamosto.
Rackl arbeitete als Lehrer an Schulen in Neumarkt und Lindau. Nach besonderem Examen wurde er an der Königlichen Industrieschule in Nürnberg, einer Vorläuferinstitution der Technischen Hochschule Nürnberg Georg Simon Ohm zum kgl. Professor befördert.
Im Jahre 1907 legte er zusammen mit Eduard Ebner eine Deutsche Literaturgeschichte vor, die weite Verbreitung fand und in mehrfacher Überarbeitung bis 1981 neu aufgelegt wurde.

## Werke
- Die Reisen des Venetianers Alvise da Cà da Mosto an der Westküste Afrikas (1455 u. 1456), Dissertation, Universität Erlangen, 1898.
- Der Nürnberger Buchhändler Johann Philipp Palm, ein Opfer napoleonischer Willkür, C. Koch, Nürnberg, 1906.
- Deutsche Literaturgeschichte, 1907, zusammen mit Eduard Ebner; nach dem Tode der Erstverfasser fortgeführt von Karl Hunger, Leo Krell und Leonhard Fiedler. Viele Auflagen.